# مجازات (آلبوم)
مجازات پنجمین آلبوم رسمی گروه ترش متال امریکایی شدوز فال است که در ۱۵ سپتامبر ۲۰۰۹ منتشر شد. اولین تک‌آهنگ این آلبوم «باز هم برمی خیزم» نام دارد.

## فهرست آهنگ‌ها
| رده | متن عنوان             | متن عنوان                 |
| --- | --------------------- | ------------------------- |
| ۱   | راهی بسوی نابودی حتمی | The Path to Imminent Ruin |
| ۲   | وفات من               | My Demise                 |
| ۳   | باز هم برمی خیزم      | Still I Rise              |
| ۴   | نزاع                  | War                       |
| ۵   | پادشاه پوچی           | King of Nothing           |
| ۶   | طعم هراس              | The Taste of Fear         |
| ۷   | فنا پذیری             | Embrace Annihilation      |
| ۸   | تصویر کامل            | Picture Perfect           |
| ۹   | اعدام همگانی          | A Public Execution        |
| ۱۰  | مرده و رفته           | Dead and Gone             |

## پدید آورندگان
- برایان فیر : آواز
- جاناتان دانایز : لید گیتار
- متیو بچند : ریتم گیتار
- پل رومنکو : بیس گیتار
- جیسون بیتنر : درامز